# Ceratocanthus baniensis
Ceratocanthus baniensis är en skalbaggsart som beskrevs av Henry Fuller Howden 1978. Ceratocanthus baniensis ingår i släktet Ceratocanthus och familjen Hybosoridae. Inga underarter finns listade i Catalogue of Life.